# Municipio de Gilmer (Carolina del Norte)
El municipio de Gilmer (en inglés: Gilmer Township) es un municipio ubicado en el  condado de Guilford en el estado estadounidense de Carolina del Norte. Tiene una población estimada, a mediados de 2019, de 81,470 habitantes.

## Geografía
El municipio de Gilmer se encuentra ubicado en las coordenadas 36°4′58.49″N 79°45′53.11″O / 36.0829139, -79.7647528.